# Les Colocataires (film)
Pour les articles homonymes, voir Les Colocataires.
Pour plus de détails, voir Fiche technique et Distribution.
Les Colocataires (Table for Three) est un film américain réalisé par Michael Samonek, sorti directement en DVD en 2009.

## Synopsis
Un jeune homme devient soudainement célibataire (Brandon Routh) et invite un « couple parfait » (Sophia Bush et Jesse Bradford) à partager son grand appartement, mais ces derniers vont perturber complètement sa vie en s’immisçant dans sa nouvelle vie amoureuse.

## Fiche technique
- Titre original : Table for Three
- Réalisation : Michael Samonek
- Scénario : Michael Samonek
- Musique : Philip Giffin
- Pays d'origine :  États-Unis
- Durée : 93 minutes
- Date de sortie DVD : 
  - États-Unis : 23 juin 2009
  - France : 23 août 2011

## Distribution

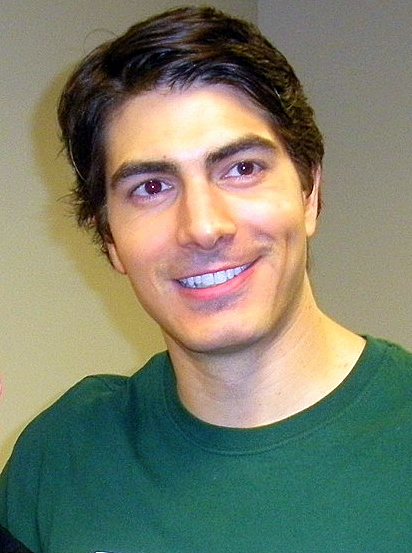
L'acteur principal Brandon Routh, au Comic-Con de San Diego 2009.

- Brandon Routh : Scott Teller
- Sophia Bush (VFB : Mélanie Dermont) : Mary
- Jennifer Morrison : Leslie
- Jesse Bradford : Ryan
- Johnny Galecki : Ted
- Liza Lapira : Nerissa
- Neil Jackson : Tre
- Melinda Sward (en) : Nina
- Kate Albrecht : Nymph
- Michael Cornacchia : Hector
- Coleman McClary : Tom